# Davidoff Swiss Indoors 2000
Davidoff Swiss Indoors 2000 — тенісний турнір, що проходив на кортах з твердим покриттям у місті Базель, Швейцарія з 23 жовтня . Належав до категорії ATP International Series, був турніром серії Swiss Indoors 2000 року.

## Фінальна частина

### Одиночний розряд
Томас Енквіст —  Роджер Федерер 6–2, 4–6, 7–6(7–4), 1–6, 6–1

### Парний розряд
Доналд Джонсон /  Піт Норвал —  Роджер Федерер /  Домінік Хрбати 7–6(11–9), 4–6, 7–6(7–4)